# Bibliothèque de livres rares Thomas Fisher
La bibliothèque de livres rares Thomas Fisher (en anglais : Thomas Fisher Rare Book Library) est une bibliothèque de l’Université de Toronto en Ontario (Canada). Elle contient la plus grande collection de manuscrits et livres anciens, rares ou précieux du Canada, ainsi que les archives de l’Université de Toronto.

## Histoire
En novembre 1955, le bibliothécaire chef Robert H. Blackburn a fondé le département des livres rares et des collections spéciales de l’Université de Toronto. Il a engagé Marion E. Brown qui travaillait à l’Université de Brown dans le département de collection spéciale. Ils ont alors travaillé ensemble et, en 1957, c’est l’ouverture de la Chambre des Livres Rares.
La Bibliothèque de Livres Rares de Thomas Fisher fut ouverte en 1973 grâce à un don des petits enfants de Thomas Fisher, Sydney et Charles Fisher. C’est avec l’ouverture de la bibliothèque que le département des Livres Rare et des Collections Spéciales, ainsi que les archives de l’Université de Toronto furent adéquatement entreposées.
Le bâtiment Fisher qui détient la bibliothèque a été conçu par Mathers et Haldenby, Toronto. Le bâtiment fait partie d’un complexe regroupant la John P. Robarts Research Librairy for the Humanities and Social Sciences et le bâtiment Bissell qui abrite la faculté de l’information.

## Collection
La bibliothèque détient une collection de plus de 740 000 documents et de 4 000 mètres linéaires de manuscrits.
La collection de la bibliothèque est diverse et variée. Puisqu’elle contient, en plus de la Collection de Livres Rares, les recherches des membres de la faculté et des étudiants de l’Université de Toronto, ainsi que du public et une collection de livres et de documents organisée dans plus de 100 catégories.
Certaines pièces de la collection sont très vieilles, la plus vieille pièce date de 1789 avant J.C., c’est une tablette babylonienne d’Ur. Un autre vieux document est une copie du livre de Johannes Balbus intitulé Catholicon, qui a été imprimés dans les années 1460. Un dernier exemple de document rare est document imprimé en Hébreu datant d’environ 1475 à Rome. C’est le Mishneh Torah de Moses Maimonides.
Dans les années 1970, la bibliothèque acquiert les archives de Margaret Atwood, dont le manuscrit de La Servante écarlate.
En 2018, la Bibliothèque des livres rares de Thomas Fischer acquiert le plus vieux livre de sa collection en anglais du Canada. Il s’agit de Caxton Cicerio, un livre, contenant 3 textes, qui a été publié en 1481.
La Bibliothèque de Livres Rares de Thomas Fisher est propriétaire des archives de l’université de Toronto relatives à la découverte de l’insuline par Frederick Grant Banting, Charles Best, James Collip et John James Richard Macleod.
Cette découverte est considérée comme l’une des plus importantes du 20e siècle. Elle a permis à Frederick Grant Banting et John James Richard Macleod d'être lauréat du Prix Nobel de Médecine en 1923.
En 2013, l'UNESCO a inscrit cette collection Découverte de l'insuline et premiers développements au registre Mémoire du Monde
.

## Les ressources en ligne
La Bibliothèque de Fisher se concentre maintenant sur la numérisation des documents de façon qu’ils soient bien entreposés et qu’ils soient accessibles à tous. La numérisation est très importante puisqu'elle va permettre à la collection d'avoir une pérennité. Une numération permet à plusieurs personnes de consulter la ressource sans avoir à physiquement y toucher, il y a donc moins de risques qu’elle soit endommagée. De plus, elle est accessible à plusieurs personnes en même temps et cela de partout à travers le monde. Les diverses collections numériques sont offertes gratuitement pour tous.
D’autres ressources en ligne sont disponibles, telles des expositions ou encore des manuscrits, des archives et des images numérisées tous tirées de la collection de la Bibliothèques de Fisher.